# Таліб Квелі
Таліб Квелі Ґрін (англ. Talib Kweli, нар. 3 жовтня 1975, Бруклін, Нью-Йорк, США) — відомий американський репер. Його ім'я з арабської мови перекладається як «учень», а прізвище в перекладі з мови суахілі означає «правда». Здобув популярність завдяки колективу Black Star що був утворений у співпраці з Мос Дефом.

## Життєпис
Народився 3 жовтня 1975 в Брукліні, Нью-Йорк, в родині викладачів. Його мати, Бренда Ґрін, викладала англійську мову в коледжі при Міському Університеті Нью-Йорка, а батько був професором соціолоґії в Університеті Аделфі. Його старший брат, Джамал Ґрін - професор конституційного права в Колумбійській школі права. Таліб навчався в школі-інтернаті в Коннектикуті, після закінчення якої вступив до Бруклінську технічну вищу школу. Пізніше він став студентом факультету експериментального театрального мистецтва Нью-Йоркського університету. В університеті Таліб знайомиться з Мосом Дефом і Hi-Tek. У 1998 році Таліб та Мос Деф створюють гурт Black Star і випускають альбом Mos Def & Talib Kweli are Black Star.

## Дискоґрафія
Студийні альбоми
- Quality (2002)
- The Beautiful Struggle (2004)
- Eardrum (2007)
- Gutter Rainbows (2011)
- Prisoner of Conscious (2013)
- Gravitas (2013)

Мікстейпи
- Right About Now (2005)
- Attack the Block (2012)

У складі гурту Black Star
- Mos Def & Talib Kweli are Black Star (1998)

Спільно з Hi-Tek у складі гурту Reflection Eternal
- Train of Thought (2000)
- Revolutions Per Minute (2010)

Спільно з Madlib
- Liberation (2007)